# Голубые озёра (фестиваль)
Межрегиональный туристический фестиваль авторской песни «Голубые озёра» (1995—2009 года) — ежегодный слёт любителей и исполнителей авторской песни, проходивший ежегодно на озёрах к северу от г. Луховицы во вторые выходные июня.
Организатором, продюсером и директором фестиваля на протяжении всего времени его существования был Евгений Викторович Сапфиров, руководитель рязанского творческого объединения КСП «Апрель», входящего в межрегиональное творческое объединение «Аллель».
Фестиваль был создан в 1995 году. В начале это был просто слёт на природе в красивом живописном месте. В нем участвовали около 50 бардов из близлежащих районов. Идея понравилась, и было решено проводить ежегодные слёты, оформив их в виде фестиваля.
Фестиваль как правило, проводился в три дня. В пятницу осуществлялся заезд участников, вечером того же дня происходило открытие фестиваля. В субботу проходила основная концертная программа, творческие мастерские, спортивные и туристические соревнования и т. п. Воскресенье было выделено под детские «Веселые старты», уборку территории силами участников и отъезд. Бывали и исключения: например, XIV фестиваль в 2008 году проводился 4 дня, со среды по субботу.
Фестиваль в последние годы проведения собирал в общей сложности до 10 000 человек, на нем выступили многие известные авторы-исполнители и барды современности: Григорий Гладков, Виктор Луферов, Анатолий Киреев, Ольга Чикина, Виктор Попов, Ирина Орищенко и многие другие.
XV фестиваль стал последним для «Голубых озёр»: организатор фестиваля Евгений Сапфиров в силу многих обстоятельств закрыл проект.
20 января 2010 года на организационном совещании в администрации Луховицкого муниципального района было принято решение о создании Московского областного открытого фестиваля-конкурса авторской песни «Луховицкие озёра», территориально расположенного на месте прежнего фестиваля. Дата проведения фестиваля была назначена на первые выходные месяца — с 4 по 6 июня. Несмотря на новое руководство и оргсостав, программа фестиваля оказалась очень схожа с программой «Голубых озёр».